# Église Saint-Jacques-le-Majeur de Brousse-le-Château
Pour les articles homonymes, voir Église Saint-Jacques-le-Majeur.
L'église Saint-Jacques-le-Majeur de Brousse-le-Château est une église située en France sur la commune de Brousse-le-Château, dans le département de l'Aveyron en région Occitanie.
Elle fait l'objet d'une protection au titre des monuments historiques.

## Localisation
L'édifice est situé au cœur du petit bourg de Brousse-le-Château, entre le Tarn au sud et son affluent l'Alrance au nord, en contrebas des remparts du château de Brousse, dans le quart sud-ouest du département français de l'Aveyron.

## Historique et architecture
L'église est bâtie au XVe siècle par la volonté de Jean III d'Arpajon et de sa femme Anne de Bourbon Roussillon.
Au-dessus de la partie ouest de l'édifice, le clocher comporte quatre baies dont trois sont dotées d'une cloche, la quatrième ayant été obstruée. Le côté sud du clocher présente une pierre sculptée en forme de sautoir fleuronné. C'est un panneau de chancel provenant de l'ancienne chapelle castrale ou d'un ancien édifice préroman.
L'église est transformée dans les années 1830 et 1840 (porche d'entrée et porte sud, toitures, plafond, agrandissement de la sacristie).
De plan allongé, l'église fait face à son cimetière dans lequel a été édifié un oratoire .
L'église est inscrite au titre des monuments historiques depuis le 13 mai 1937.
Lors de la restauration de l'édifice en l'an 2000, le déplacement d'un retable dans la chapelle Saint-Blaise a permis de mettre au jour une niche dont l'intérieur révèle une fresque.

## Mobilier
L'église recèle trois objets mobiliers inscrits au titre des monuments historiques : deux retables du XVIIIe siècle en bois peint et doré, dans la chapelle sud et dans le chœur, inscrits en 1988, restaurés respectivement en 1996 et en 1999-2000, ainsi qu'une Vierge de Pitié du XVIIe siècle en bois inscrite en 2016.

## Photothèque

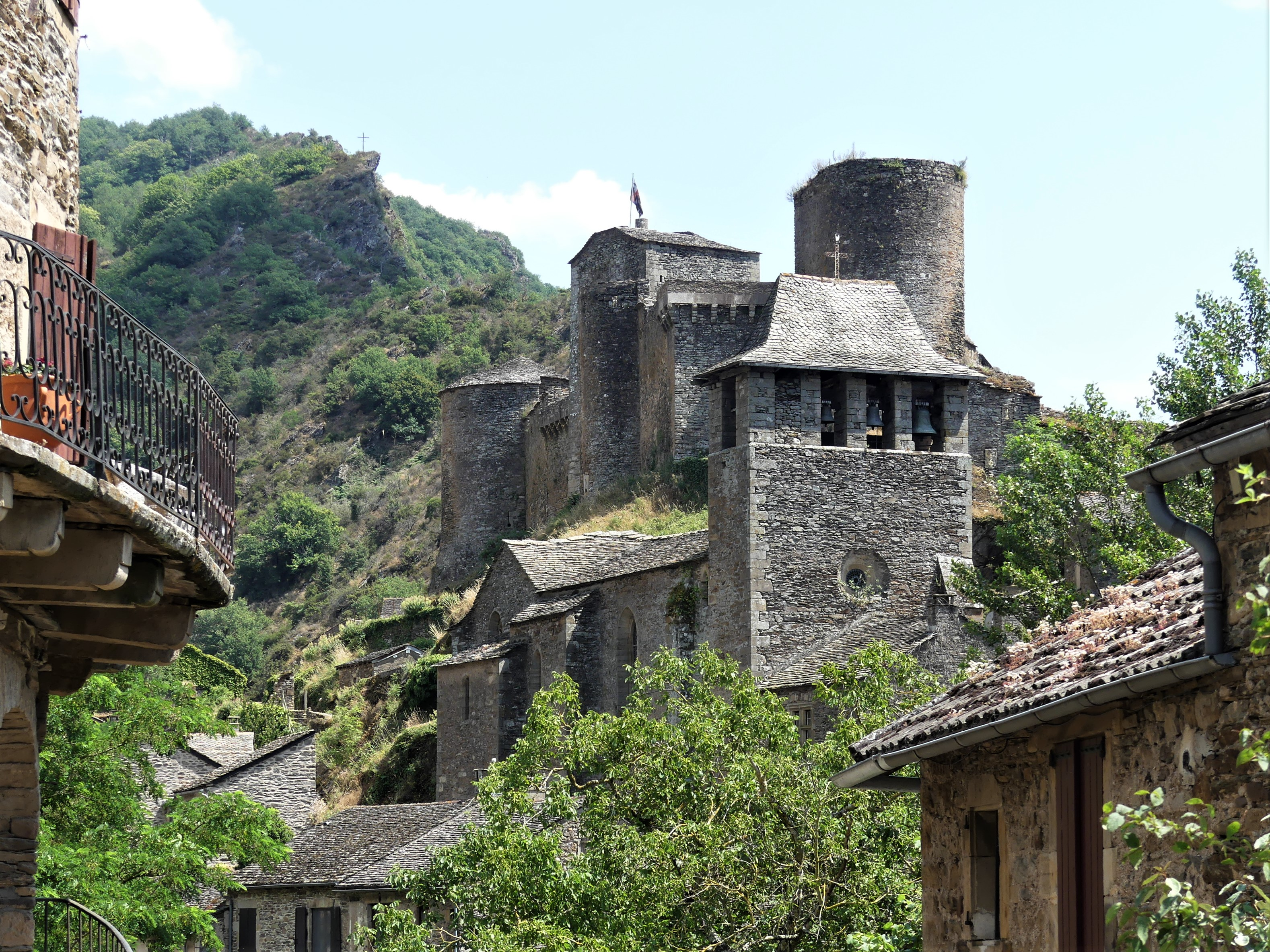
L'église et le château.
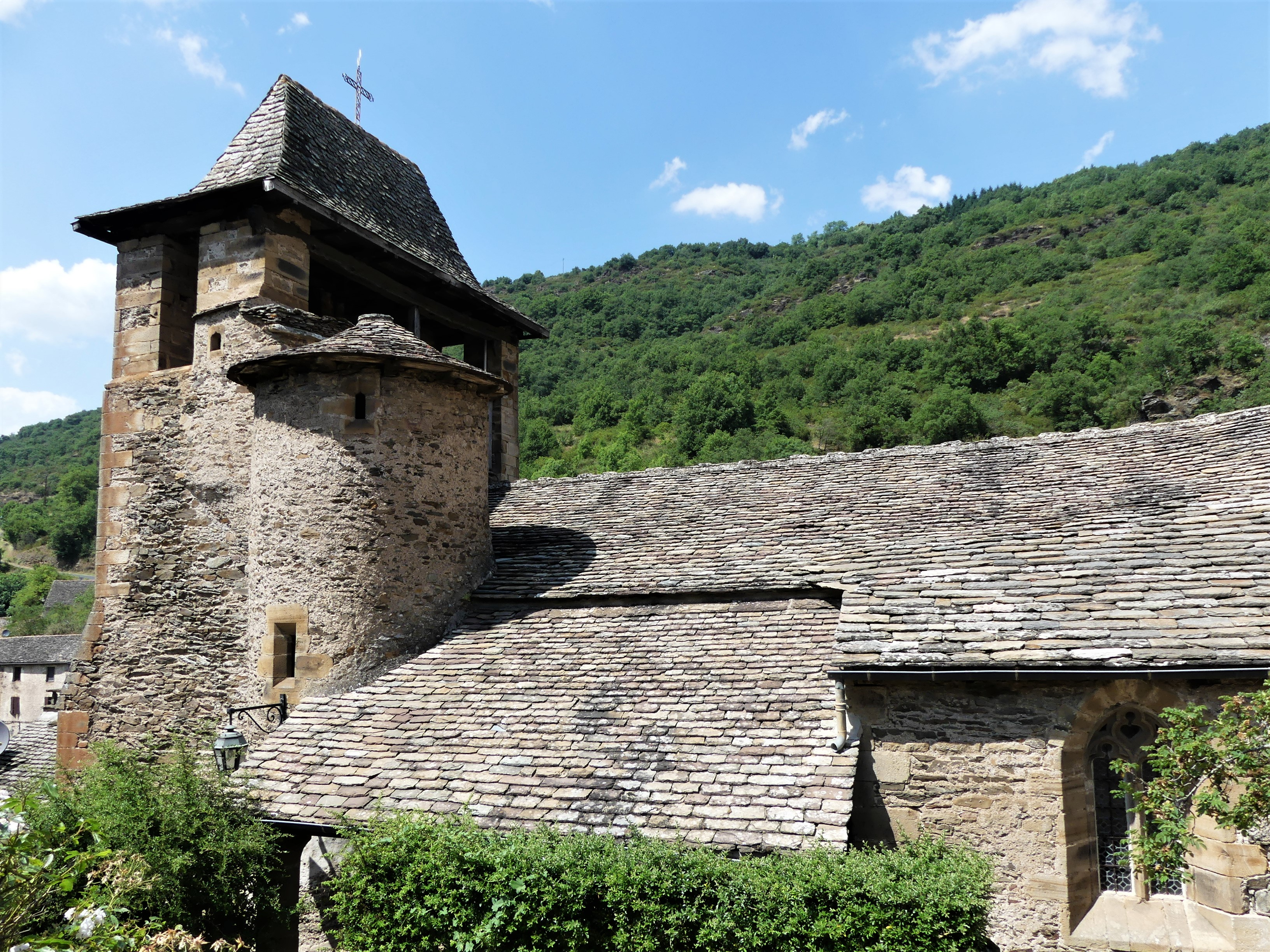
Le clocher et la tour d'escalier y menant.
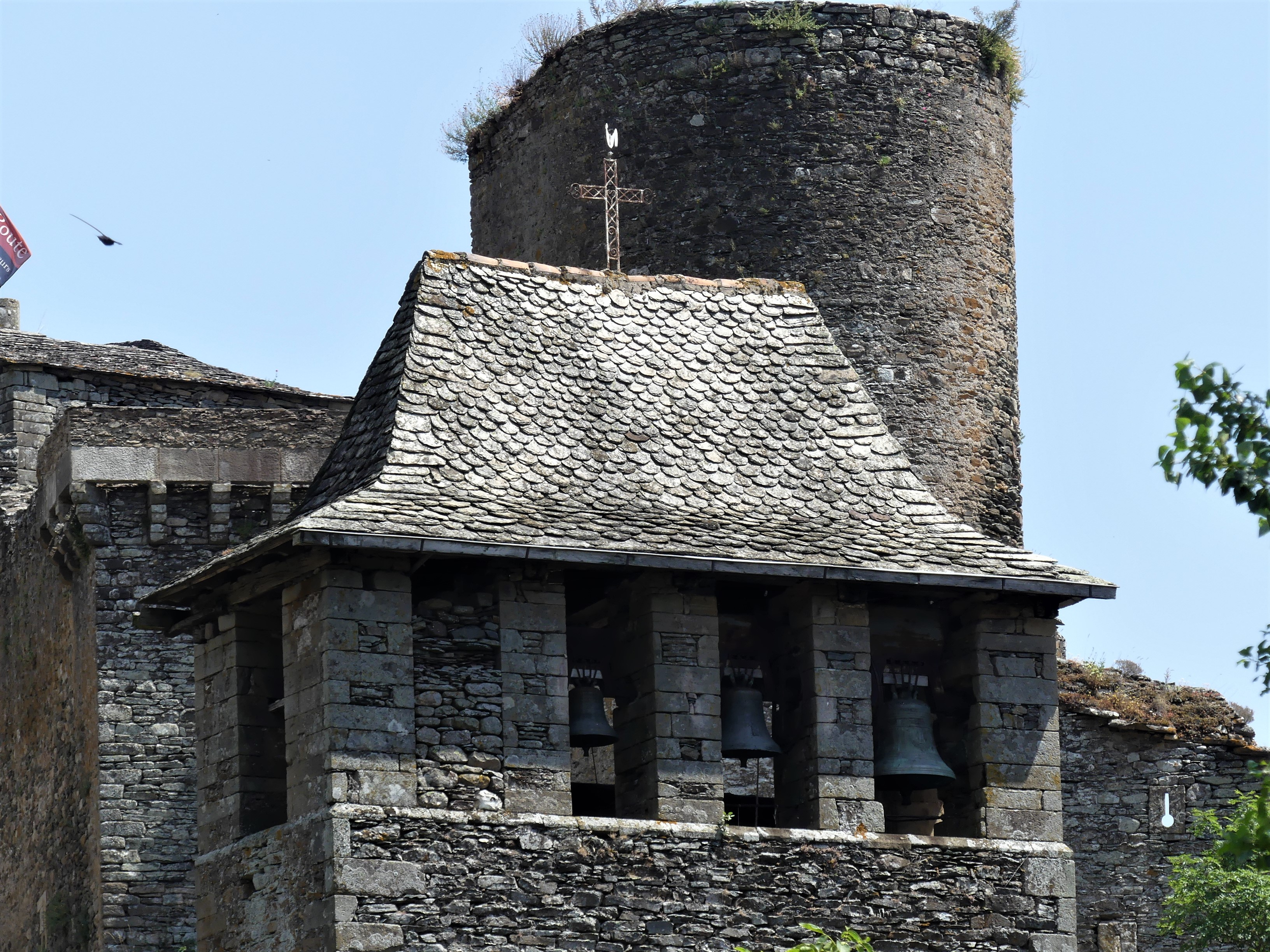
La partie supérieure du clocher.
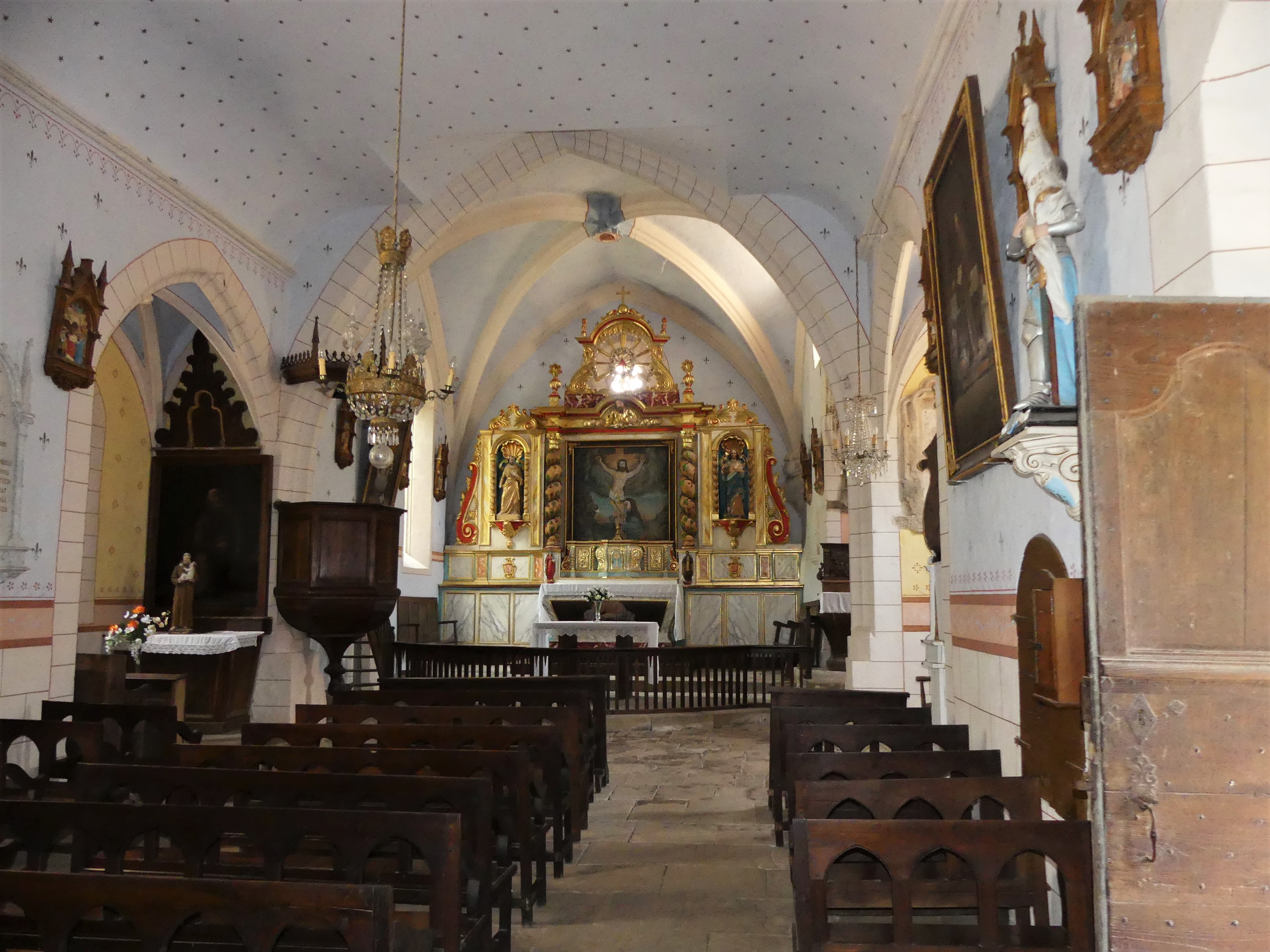
La nef.
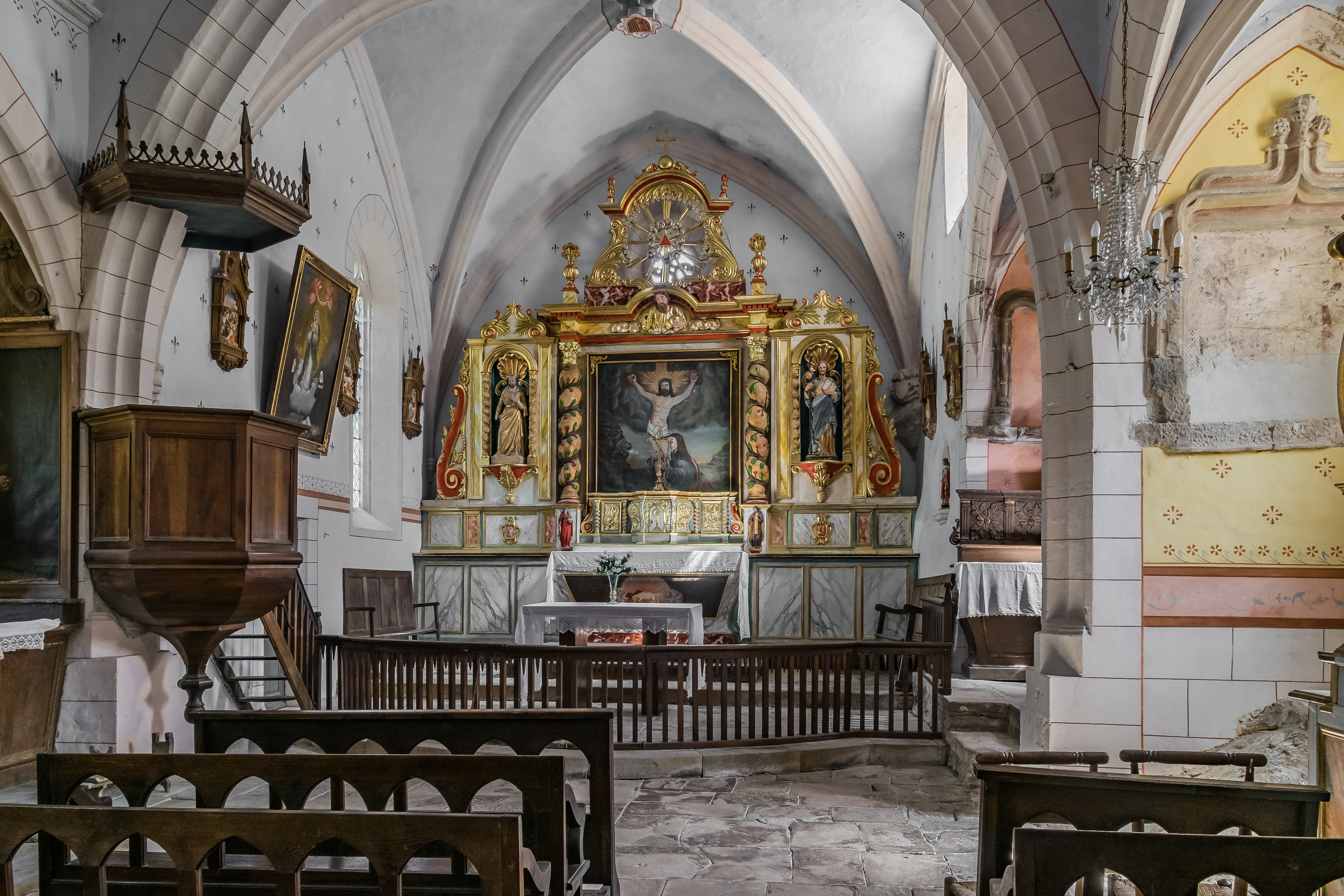
La chaire et le chœur.
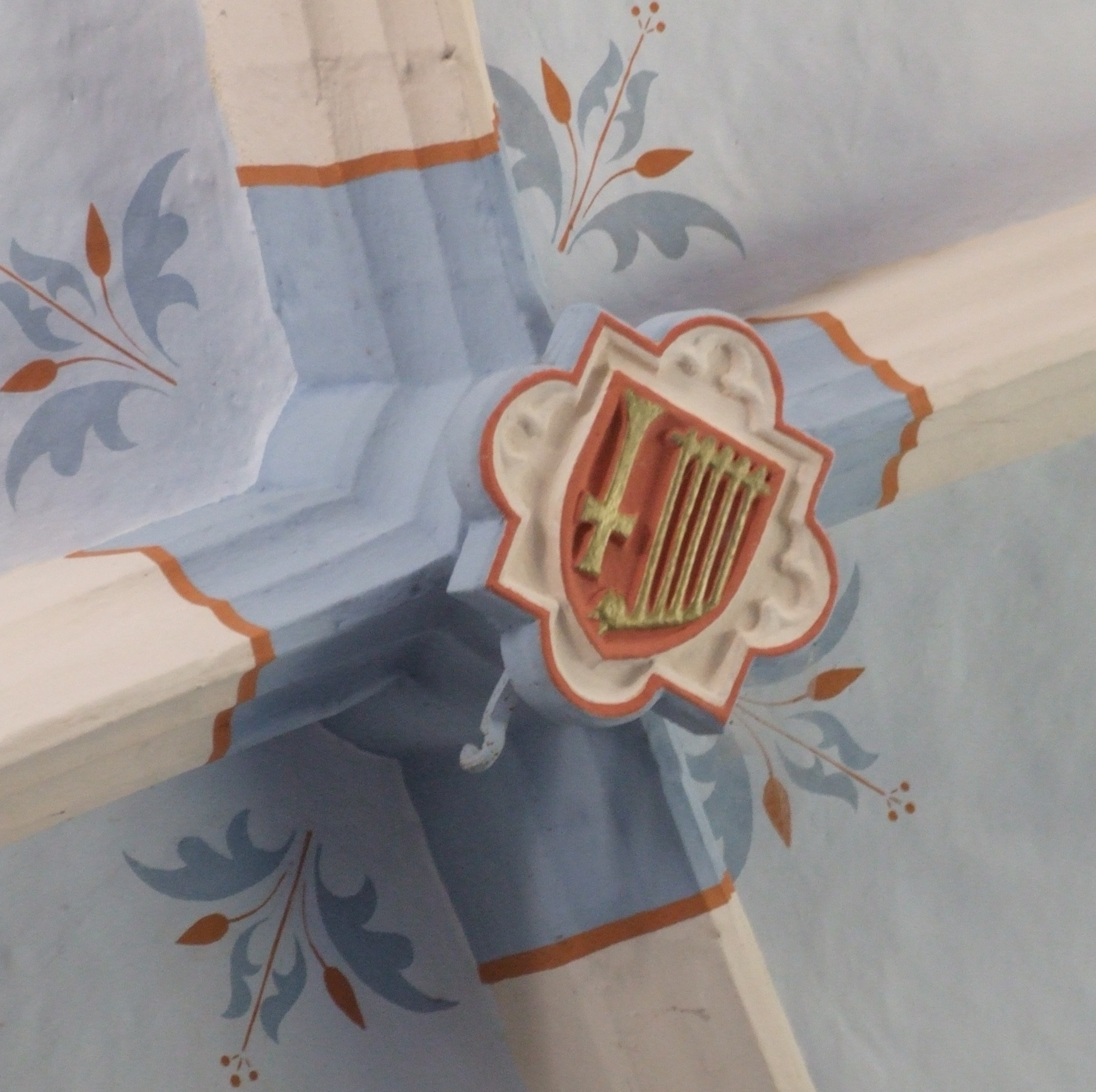
Clé de voûte armoriée.
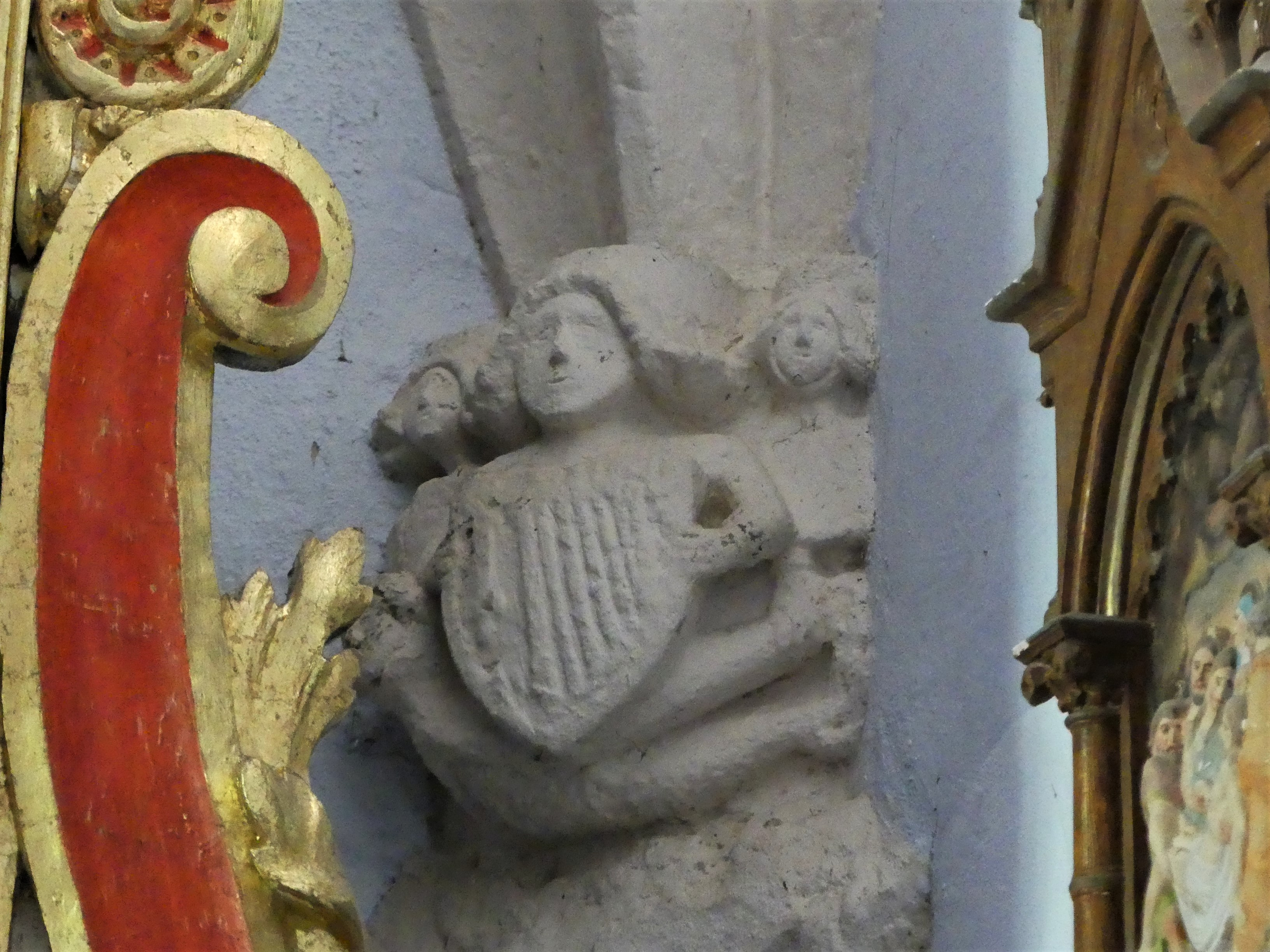
Cul-de-lampe armorié.
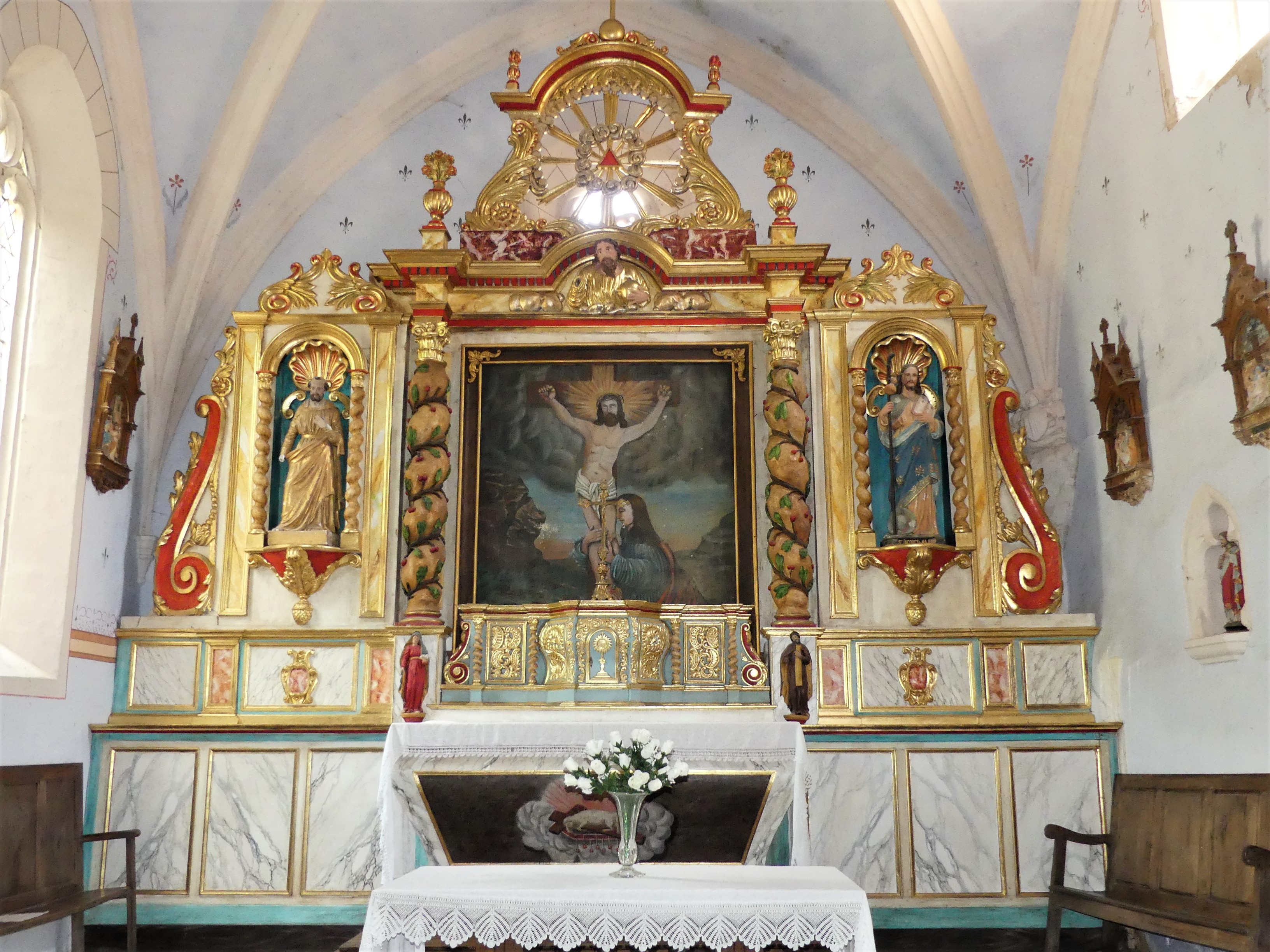
Le retable du maître-autel.